# Deutsches Technikmuseum Berlin
Het Deutsches Technikmuseum Berlin werd in 1982, onder de naam Museum für Verkehr und Technik in Berlijn geopend. Het is een van de grootste techniekmusea ter wereld, met een tentoonstellingsoppervlak van ongeveer 50.000 m². Het museum is ingericht op het opstelterrein van het voormalige Anhalter Bahnhof, waarvan twee locomotiefloodsen en draaischijven zijn bewaard gebleven.
De tentoonstelling heeft onder meer betrekking op: oldtimers, vliegtuigen, treinen, schepen, spoelen, koffers, juwelen, machines, computers, radio’s, camera’s, dieselmotoren, stoommotoren, wetenschappelijke instrumenten, papiermachines en de drukpers. Sinds de lente van 2005 is er een nieuwe collectie van de lucht- en ruimtevaart geopend.
Naast het museum zijn er verschillende demonstraties en activiteiten zoals papier maken, graan zeven, printen of de kofferproductielijn te volgen. Daarnaast is er ook een park verbonden aan het het museum met een zeldzame flora en fauna.